# 1834 год в науке
В 1834 году были различные научные и технологические события, некоторые из которых представлены ниже.

## События
- Луи Пуансо построил теорию вращения твёрдого тела вокруг неподвижной точки
- Фридрих Альберти дал имя Триасовому периоду
- Клапейрон сформулировал второй закон термодинамики

### Открытия
- Фридрих Вильгельм Бессель доказал отсутствие атмосферы на Луне (нет рефракции у края лунного диска)
- Жан Шарль Пельтье открыл «эффект Пельтье»
- Я. Э. Пуркинье и Г. Г. Валентин открыли мерцательный эпителий, при изучении яйцеводов позвоночных[1][2]

### Изобретения
- Джекоб Перкинс изобрёл компрессионный холодильник[3]

### Публикации
- Фарадей опубликовал «On Electrical Decomposition» в Философских трудах Королевского общества, где впервые ввёл термины электрод, анод, катод, анион, катион, электролит, электролиз

## Награды
- Медаль Копли: Джованни Антонио Амедео Плана
- Медаль Румфорда: Мачедонио Меллони
- Премия им. Лаланда Парижской АН: Джордж Биддель Эйри

## Родились
- 19 января — Александр фон Хомайер (ум. 1903), немецкий лепидоптеролог, орнитолог и энтомолог; племянник зоолога Ойгена Фердинанда фон Хомайера
- 21 марта — Василий Яковлевич Михайловский, протоиерей РПЦ, богослов, поэт, педагог, настоятель Церкви Вознесения, председатель Петербургского общества трезвости[4].
- 5 сентября – Робинсон Эллис, британский учёный, филолог-классик, член Британской академии.
- Филипп Рейс (ум. 1874), физик и изобретатель
- Август Вейсман (ум. 1914), биолог, зоолог
- Дмитрий Менделеев (ум. 1907), химик
- Эрнст Геккель (ум. 1919), естествоиспытатель и философ
- Готтлиб Даймлер (ум. 1900), инженер, конструктор и промышленник
- Самуэль Пирпонт Лэнгли (ум. 1906), астроном, физик, авиатор
- Джон Бейкер (ум. 1920), ботаник

## Скончались
- Алоиз Зенефельдер (род. 1771), изобретатель
- Жозеф Мари Жаккар (род. 1752), изобретатель
- Томас Сэй (род. 1787), зоолог, энтомолог
- Василий Петров (род. 1761), физик, электротехник